# Pave Pelagius 2.
Pelagius 2 (født ca. 520 i Rom, død 7. februar 590 i Rom) var pave fra 26. november 579 og til han døde af pest 7. februar 590. Faderen Winigild var goter, men Pelagius var født i Rom og levede der hele sit liv.
Pelagius 2. blev valgt til pave da langobarderene okkuperede Rom. Hans tid som pave blev præget af stridigheder mod langobardene, pest og sygdomme i Rom og stadig forfald. I striden mod de fremmede okkupanter søgte han forgæves hjælp både fra kejseren i Byzans og den frankiske kongen.
Pelagius arbejdede ivrigt for krav om cølibat for præsterne og indstiftede en del meget strenge krav på dette området. Nogle var så strenge at hans efterfølger Gregor 1. den store måtte lette på dem.